# Улица Маршала Бирюзова (Москва)
Улица Ма́ршала Бирюзо́ва — улица на северо-западе Москвы, одна из центральных улиц района Щукино Северо-Западного административного округа между улицей Берзарина и площадью Академика Курчатова. Нумерация домов от улицы Берзарина.

## История
Первоначальное название — 6-я улица Октябрьского Поля (с 1948 года) — по аналогии с другими нумерными улицами Октябрьского Поля. В 1965 году переименована (решение Мосгорисполкома от 06.05.1965г. №18/23) в честь С. С. Бирюзова (1904—1964) — Маршала Советского Союза, Героя Советского Союза. Во время Великой Отечественной войны командир дивизии, начальник штаба армии, фронта, командующий армией. После войны занимал ряд крупных командных постов, в том числе был начальником Генштаба Вооружённых сил СССР в 1963—1964 годах.
Изначально улица заканчивалась на перекрёстке с нынешней улицей Расплетина. В 1966 году была продлена до площади Академика Курчатова. По улице до площади прошёл спрямлённый маршрут троллейбуса № 44, который до этого ходил по ныне упразднённому отрезку улицы Маршала Рыбалко. Также в 1966 году улица Маршала Бирюзова была расширена вдвое на отрезке от улицы Народного Ополчения до 3-го Хорошёвского проезда.

## Описание
Улица Маршала Бирюзова начинается от улицы Берзарина у линии Малого кольца МЖД (перегон «Пресня-Товарная»—«Серебряный бор»), проходит на северо-запад, пересекая улицы Народного Ополчения (здесь расположены выходы станции метро «Октябрьское поле»), Маршала Соколовского, Маршала Конева, затем справа от неё отходит безымянный проезд к улице Маршала Рыбалко, потом слева от неё отходит улица Расплетина, далее справа к ней примыкают 3-й Волоколамский проезд и Пехотная улица. Заканчивается улица Маршала Бирюзова на площади Академика Курчатова.

## Примечательные здания и сооружения

### По нечётной стороне
- № 1 — завод «Энергоприбор»;
- № 5 — средняя школа № 147;
- № 7 — жилой дом (1951—1956, архитекторы Л. Врангель, З. Нестерова, Н. Остерман)[2].
- № 21, 23, 25, 27, 29 — жилые дома (кон. 1940-х, архитекторы Д. Н. Чечулин, М. Г. Куповский)[3]
- № 39 — поликлиника № 5 Министерства обороны РФ.
- № 41 — жилой дом. Здесь жила поэтесса Ника Турбина[4].
- № 43 — жилой дом. Здесь жил физик Д. Н. Зубарев[5].

### По чётной стороне
- № 2 — отделение связи 123298 ФГУП «Почта России»;
- № 2А — автобаза № 37 Министерства обороны РФ;
- № 4 — Краснопресненское отделение № 1569/01293 Сбербанка России;
- № 4 корп. 2 — детский сад № 13;
- № 6 — средняя школа № 703 (с углублённым изучением русского языка и литературы);
- № 8 корп. 1 — жилой дом. Здесь в 1952—1972 годах жил авиаконструктор В. А. Чижевский[6]; в 1953—1974 годах — герой Советского Союза Ф. В. Акулишнин[7]. На доме установлена мемориальная доска с бюстом офицера, выполненным Игорем Бургановым и Сергеем Судаковым. В доме размещается общественная организация «Союз ветеранов военной разведки»;
- № 10 корп. 1 — Управление социальной защиты населения СЗАО;
- № 22, корп. 3 — жилой дом. Здесь жил военный деятель И. Г. Старинов[8].
- № 22 корп. 3 — Гуманитарный колледж «Перспектива»;
- № 24 — жилой дом. Здесь жили советский моряк-подводник и военачальник, участник Великой Отечественной войны — вице-адмирал М. П. Августинович; З. М. Цветкова, одна из создателей первого в СССР Института иностранных языков — МГПИИЯ им. Мориса Тереза ныне Московский лингвистический университет. Троюродный брат её отца В. К. Зворыкин — автор проекта передающей телевизионной трубки (за что его до сих пор называют основателем телевидения в мире, и «отцом» телевидения).
- № 30 — поликлиника № 173;
- № 32 — Торгово-развлекательный центр «Пятая Авеню» (2003, архитекторы Б. Левянт, Б. Стучебрюков, А. Баркалов)[9]
- № 38 корп. 2 — детский сад № 335.

## Зоны отдыха
На пересечении улиц Маршала Бирюзова и Расплетина обустроен сквер для тихого отдыха. Достопримечательность сквера – мемориал Сергею Семёновичу Бирюзову, выполненный в виде каменного куба, врезающегося в стену, облицованную гранитными плитами.
Сквер представляет собой озелененный участок с высаженными елями и березами. В 2019 году общественное пространство было полностью реконструировано в рамках программы городского благоустройства «Мой район». Обновлены скамейки, обустроен новый фонтан, построена сцена для мероприятий. В сквере стоят парковые качели под навесом, высажены кустарники и разбиты цветники.

## Транспорт
- На улице расположены выходы станции метро  Октябрьское Поле Таганско-Краснопресненской линии.
- Вблизи южного конца улицы располагается станция МЦК  Зорге.
- Автобусные маршруты № 26, 100, 105, 253, 800, 800к, с339.
- Ранее по улице ходил троллейбусный маршрут № 44 от станции метро «Полежаевская» до площади Академика Курчатова. В 1990 году маршрут был отменён, а в 2000 году полностью снята контактная сеть.

## Строительство
Улица Маршала Бирюзова пересекает улицу Народного Ополчения, ставшей в 2019 году составной частью Северо-Западной хорды.